# Porto de Galinhas (distrito)
O Distrito de Porto de Galinhas é uma subdivisão administrativa do município de Ipojuca, estado de Pernambuco, Brasil.
Quando do estabelecimento da primeira aglomeração urbana, surgiu um cais, com atracadouro para barcos e navios que traziam escravos da África, principalmente de Angola.
Segundo lendas locais, com a proibição de tráfico de escravos, em 1850, quando ocorria a chegada de navios negreiros, referiam-se a este comércio ilegal como se estivesse chegando um navio de "galinhas no porto".

## Localidades próximas
- Praia do Cupe
- Praia de Muro Alto
- Praia de Porto de Galinhas (localizada no entorno do distrito)
- Praia e Pontal de Maracaípe
- Praia e Pontal de Serrambi
- Praia de Toquinho